# میسونو
میسونو (انگلیسی: Misono؛ ژاپنی: 神田 美苑؛ زادهٔ ۱۳ اکتبر ۱۹۸۴) یک موسیقی‌دان، خواننده و ترانه‌سرای اهل کیوتو ژاپن است. او خواهر کوچک‌تر کومی کودا، دیگر آوازه‌خوان ژاپنی است.

## آلبوم‌های رسمی
- ۲۰۰۷ میلادی: Neverland
- ۲۰۰۸ میلادی: Say
- ۲۰۱۰ میلادی: Me
- ۲۰۱۳ میلادی: symphony with misono BEST
- ۲۰۱۴ میلادی: Home